# Roberto Guidi di Bagno

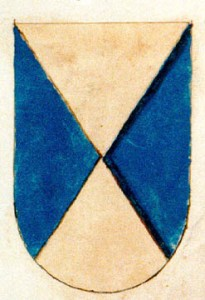
Stemma Guidi di Bagno

Roberto Guidi di Bagno (Mantova, ... – Fornovo di Taro, 6 luglio 1495) è stato un condottiero italiano.

## Biografia
Era figlio di Guido II Guidi di Bagno, condottiero al servizio dei Gonzaga, e di Margherita degli Uberti di Mantova.
Uomo d'armi, fu al servizio del re di Francia Carlo VIII da quando scese in Italia e partecipò a tutte le sue spedizioni militari.
Perì nella battaglia di Fornovo del 1495.

## Discendenza
Sposò Dorotea dei conti Ceresara ed ebbero una figlia, Roberta, nata nel 1495 dopo la morte del padre.